# Fontaine du Château d'eau (Pierre-Simon Girard)
Pour l’article homonyme, voir Fontaine du Château d'eau (Gabriel Davioud).
La fontaine du Château d'eau, fontaine de Bondy, ou fontaine aux Lions de Nubie est une fontaine ornementale située place de la Fontaine-aux-Lions dans le 19e arrondissement de Paris.

## Historique
Créée par l'ingénieur Pierre-Simon Girard, cette fontaine fut érigée place du Château-d'Eau (l'actuelle place de la République), au début de la rue de Bondy (actuelle rue René-Boulanger), à Paris en 1811.
Elle fut réalisée en fonte de fer par l'usine du Creusot, ce qui était à l'époque un exploit : la marque et la date sont visibles sur le piédestal des lions.
En plus de sa fonction décorative, l'ouvrage, situé cinq mètres au dessus des rues du quartier du Temple, servait de château d'eau en alimentant en eau les fontaines du Nord du Marais. Pour des raisons d’hygiène, il n’était pas autorisé de venir puiser de l’eau dans ses bassins car les autorités craignaient toute pollution en amont du réseau.
En 1867, lors de la réorganisation de la place dirigée par Gabriel Davioud, alors architecte de la Ville de Paris, elle fut jugée trop petite et fut déplacée dans la cour d'entrée du marché-abattoir de La Villette sur l'actuelle place de la Fontaine-aux-Lions où elle servit d'abreuvoir pour le bétail.
Elle a été inscrite au titre des monuments historiques par arrêté du 2 mars 1979.

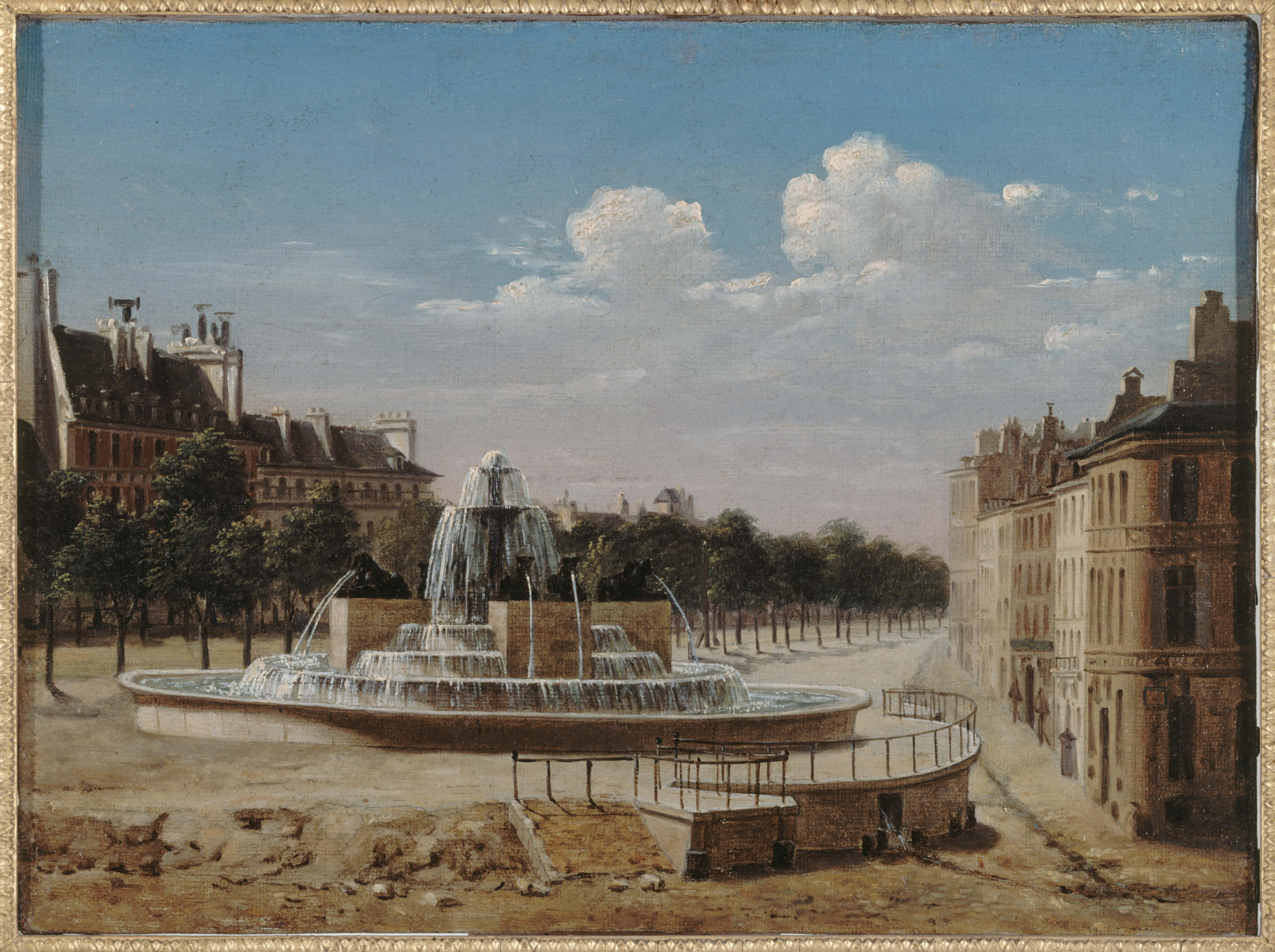
La fontaine du Château d'eau, vers 1820. Au fond, le boulevard Saint-Martin et à droite la rue de Bondy (actuelle rue René-Boulanger).
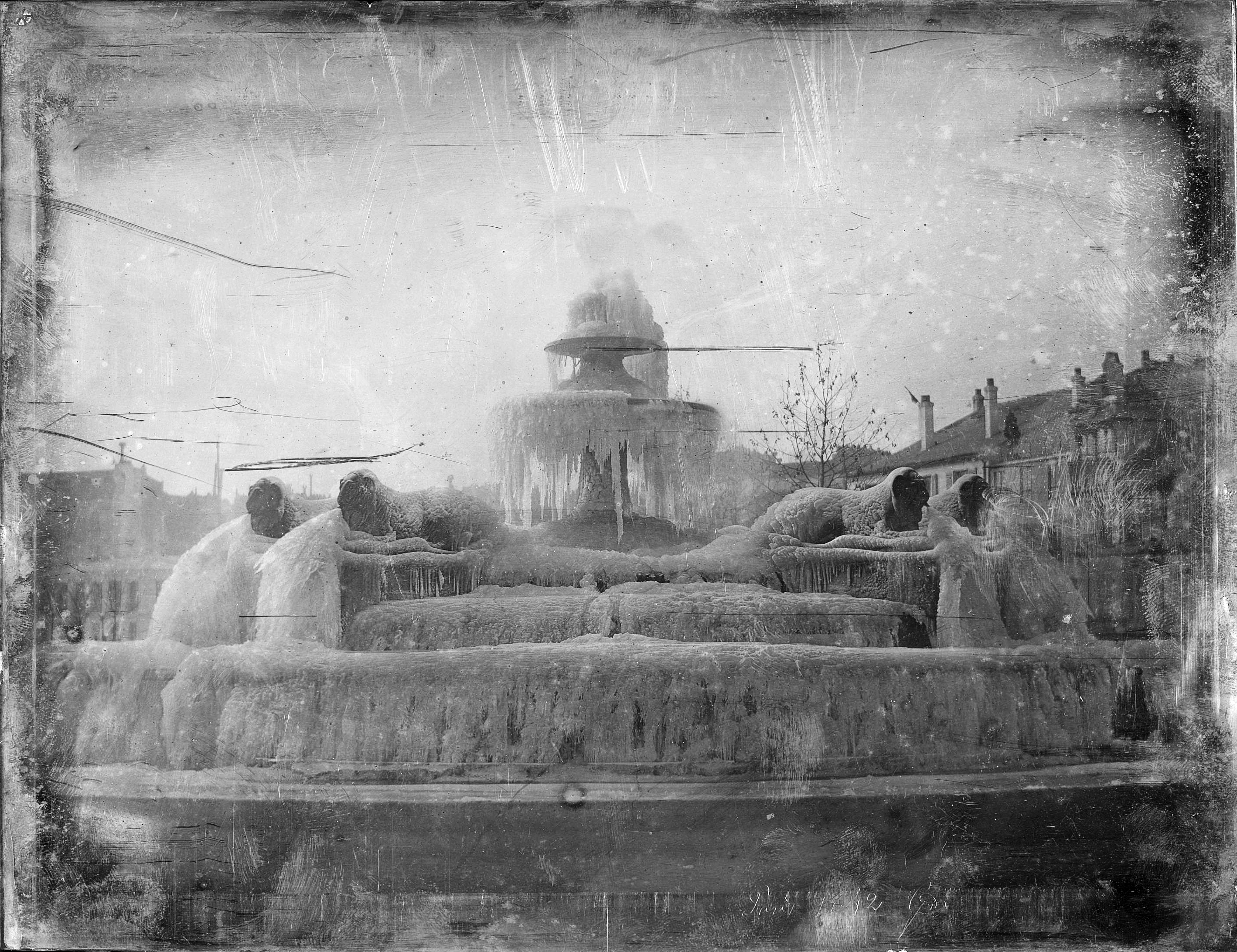
Fontaine du Château d'eau pétrifiée par le gel (daguerréotype de 1842).
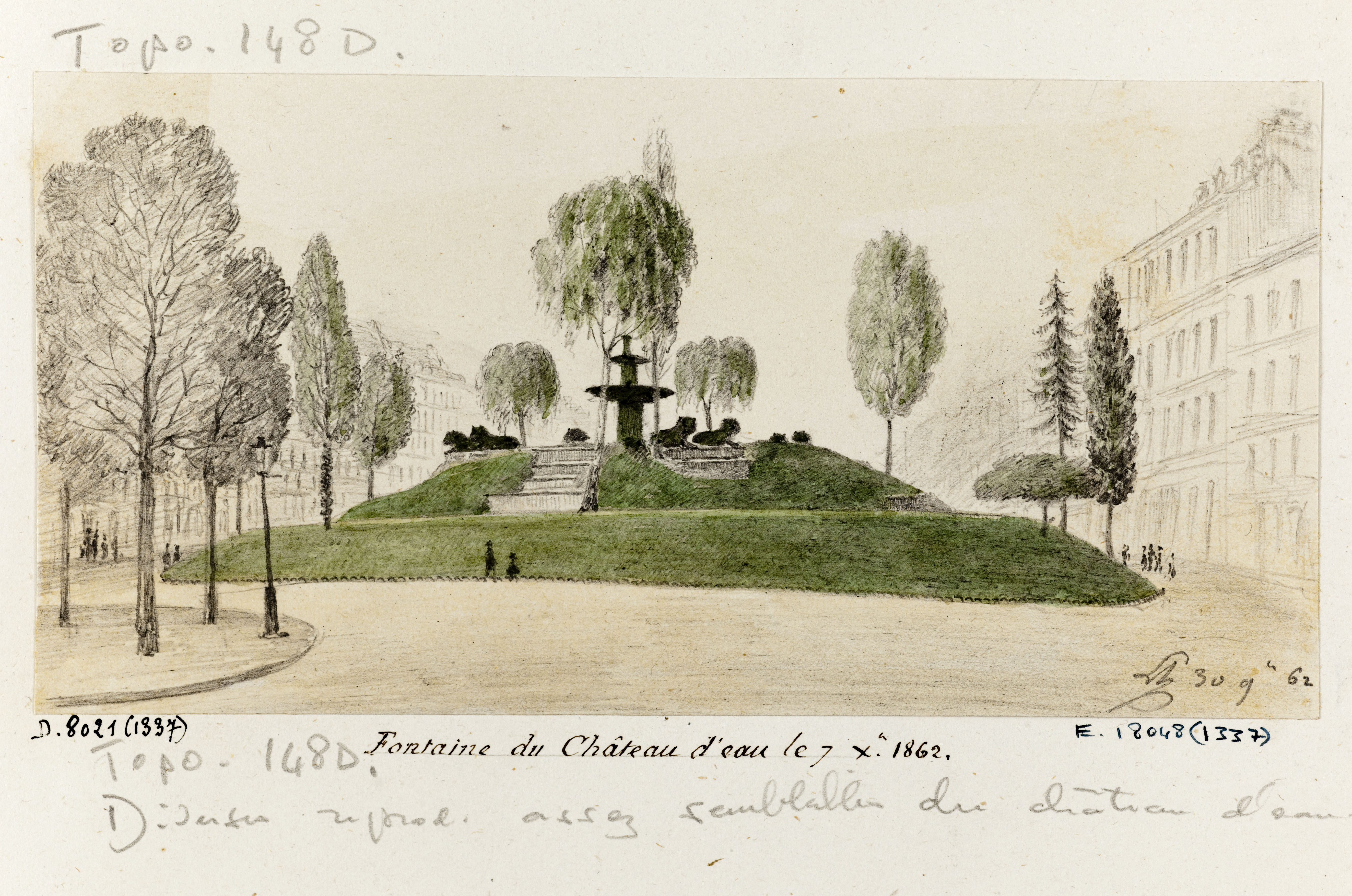
La fontaine du Château d'eau en 1862, peu avant son déplacement.
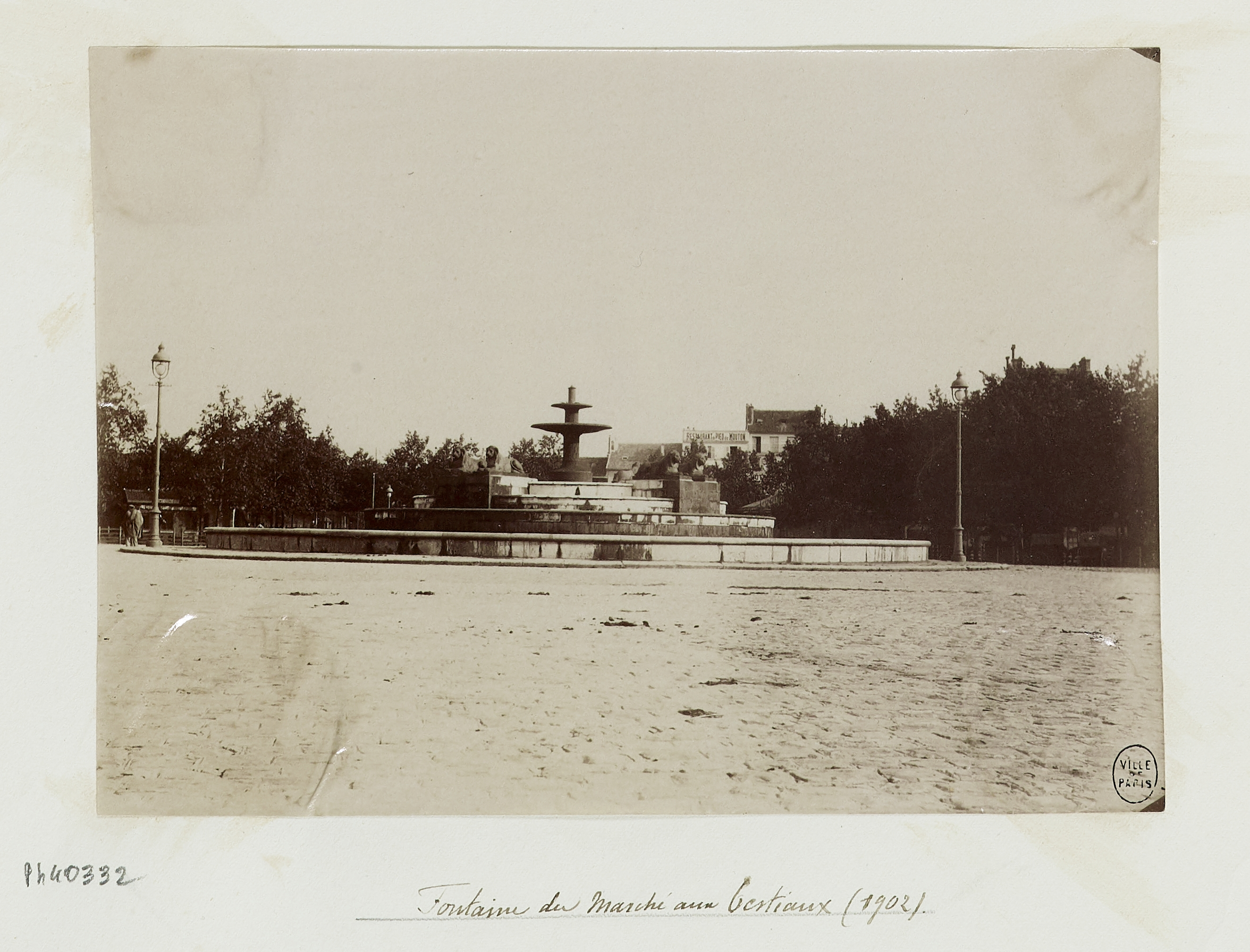
La fontaine à son nouvel emplacement aux abattoirs de la Villette (1902).
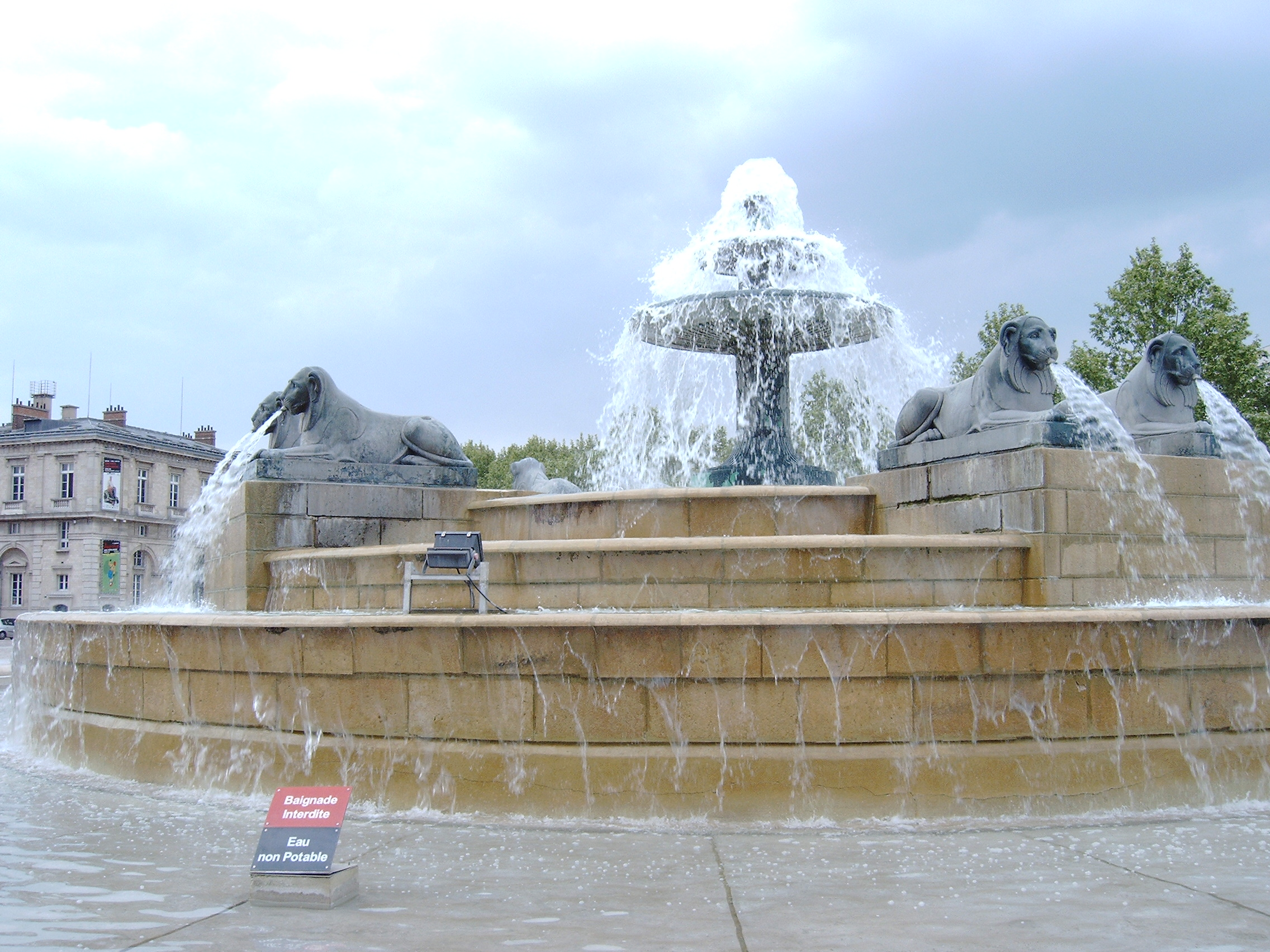
La fontaine en 2010.

## Liens
- Fontaine du Château d’Eau (Gabriel Davioud)
- Place de la République (Paris)
- Pierre Simon Girard
- Abattoirs de la Villette
- Grande Halle de la Villette